# Coupe Abby-Hoffman
La coupe Abby-Hoffman est le trophée qui couronne l'équipe victorieuse des premiers championnats nationaux de hockey féminin au Canada. La coupe est en compétition depuis 1982 lors du tout premier championnat national canadien de hockey féminin tenu à Brantford, en Ontario.
La coupe rend hommage à Abby Hoffman, une athlète canadienne qui après sa retraite du sport fut la première femme à occuper le poste de directeur général de Sport Canada (1981 à 1991).

## Fonctionnement
Les gagnantes du Championnat national féminin Esso du hockey reçoivent la coupe Abby-Hoffman. L'équipe de deuxième place gagne la coupe Fran Rider, tandis que la troisième place se voit octroyer le trophée Maureen McTeer. Dix équipes se qualifient pour l'évènement, avec deux de la province hôte de l'évènement. L'évènement est sponsorisé par l'entreprise pétrolière Esso.

## Récipiendaires de la coupe Abby-Hoffman
| Saison    | Gagnant                 | Province     |
| --------- | ----------------------- | ------------ |
| 1981-1982 | Canadians d'Agincourt   | Ontario      |
| 1982-1983 | Ladies de Burlington    | Ontario      |
| 1983-1984 | Chimos d'Edmonton       | Alberta      |
| 1984-1985 | Chimos d'Edmonton       | Alberta      |
| 1985-1986 | Hawks de Hamilton       | Ontario      |
| 1986-1987 | Hawks de Hamilton       | Ontario      |
| 1987-1988 | Sherbrooke              | Québec       |
| 1988-1989 | Sherbrooke              | Québec       |
| 1989-1990 | Sherbrooke              | Québec       |
| 1990-1991 | Aeros de Toronto        | Ontario      |
| 1991-1992 | Chimos d'Edmonton       | Alberta      |
| 1992-1993 | Aeros de Toronto        | Ontario      |
| 1993-1994 | Équipe Québec           | Québec       |
| 1994-1995 | Équipe Québec           | Québec       |
| 1995-1996 | Équipe Québec           | Québec       |
| 1996-1997 | Chimos d'Edmonton       | Alberta      |
| 1997-1998 | Oval X-Treme de Calgary | Alberta      |
| 1998-1999 | Équipe Québec           | Québec       |
| 1999-2000 | Aeros de Beatrice       | Ontario      |
| 2000-2001 | Oval X-Treme de Calgary | Alberta      |
| 2001-2002 | Équipe Québec           | Québec       |
| 2002-2003 | Oval X-Treme de Calgary | Alberta      |
| 2003-2004 | Aeros de Toronto        | Ontario      |
| 2004-2005 | Aeros de Toronto        | Ontario      |
| 2005-2006 | Thunder de Brampton     | Ontario      |
| 2006-2007 | Oval X-Treme de Calgary | Alberta      |
| 2007-2008 | Équipe du Manitoba      | Manitoba     |
| 2008-2009 | Chiefs de Mississauga   | Ontario      |
| 2009-2010 | Queens de Thunder Bay   | Ontario      |
| 2010-2011 | Hounds de Notre Dame    | Saskatchewan |
| 2011-2012 | Hawks de Pembina Valley | Manitoba     |

## Historique
La scission entre la Ligue nationale de hockey féminin (LNHF) et la Ligue féminine de hockey de l'Ouest (WWHL) en 2004, fait de la coupe Abby Hoffman le seul évènement dans le calendrier où les équipes des deux ligues féminines professionnelles peuvent s'affronter. Les championnats nationaux canadiens ont lieu quelques jours après les séries éliminatoires de la WWHL et avant les séries éliminatoires dans la LNHF.
Avec l'effondrement de la LNHF à l'été 2007 et la création de la Ligue canadienne de hockey féminin dans l'Est du Canada en 2007-08, la compétition en vue de la conquête de la coupe Abby-Hoffman s'est redéfinie. À partir de 2008, les deux meilleures équipes de la WWHL (représentant la Colombie-Britannique, l'Alberta et la Saskatchewan) et les deux meilleures équipes de la LCHF (représentant de l'Ontario et du Québec) sont automatiquement qualifiées pour l'évènement. Des équipes amateures représentant les différentes provinces complètent la compétition. 
Le tournoi 2008 voit également la première équipe américaine se qualifier : les Whitecaps du Minnesota pour représenter l'Ouest avec l'Oval X-Treme de Calgary. 
Cette formule dure un an seulement. En 2009, un nouveau championnat la coupe Clarkson est mis sur pied et a lieu annuellement.